# El·lipse de MacAdam

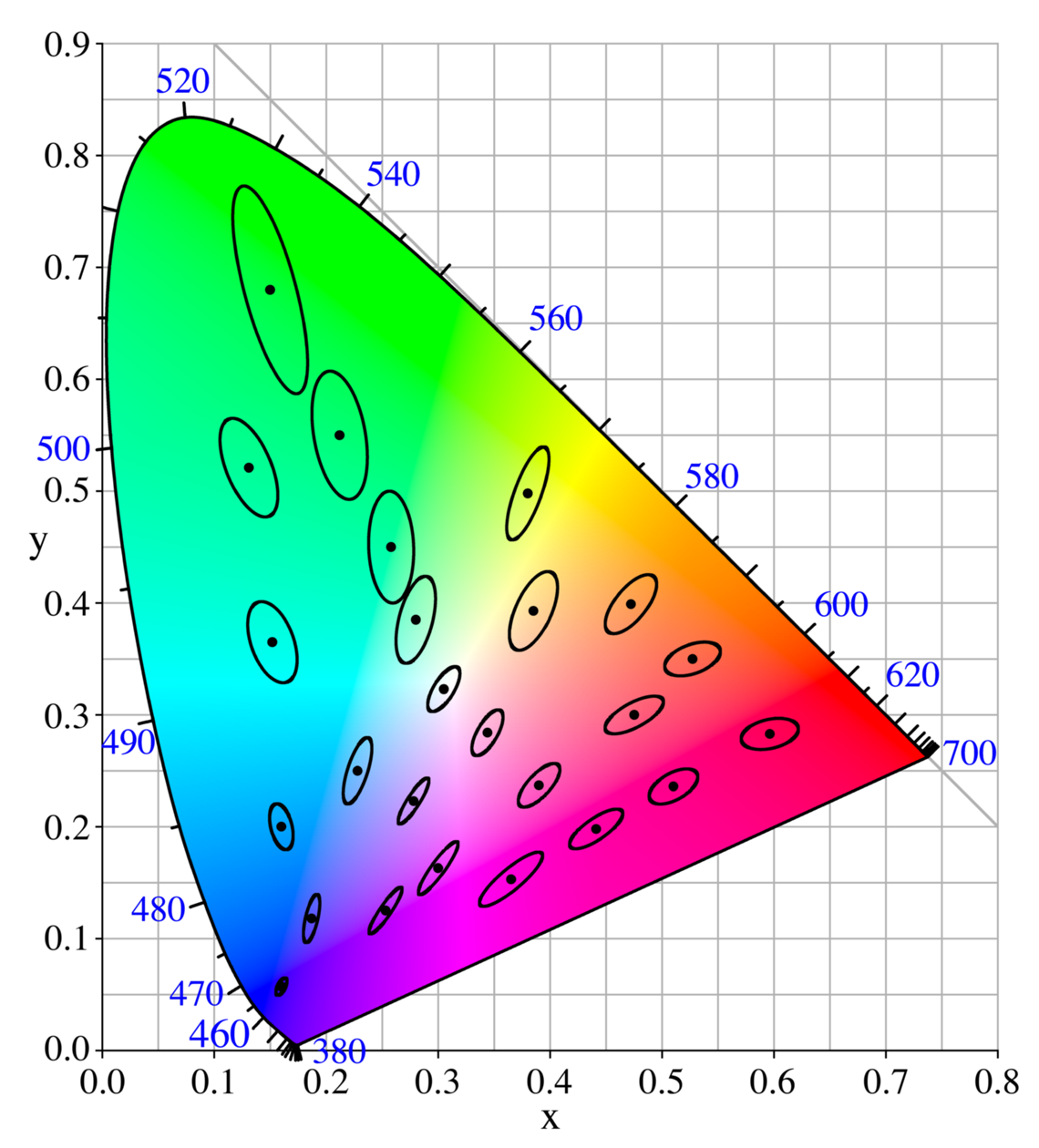
Fig.1 El·lipses de MacAdams sobre el diagrama de cromaticitat

El·lipse de MacAdam, en percepció de color, és una regió en el diagrama de cromaticitat CIE 1931 (veure Fig.2) en la qual conté colors que no són distingibles a l'ull humà mitjà. Veure les el·lipses en la Fig.1
Foren definides pel Dr David MacAdam l'any 1942, mitjançant observacions estadístiques. Aquestes zones van resultar tenir una forma el·líptica. També tenen una superfície major en la zona de color verd, i menors en les zones de color blau i vermell.

S'anomena una distància d'1 pas d'el·lipse MacAdam la distància entre 2 el·lipses MacAdams contigües. La majoria de la població no podria diferenciar dos colors que tinguin una distància d'1 pas d'el·lipses MacAdams. En canvi, sí que es poden diferenciar dos colors amb una diferencia de 2 passos d'el·lipses MacAdams.

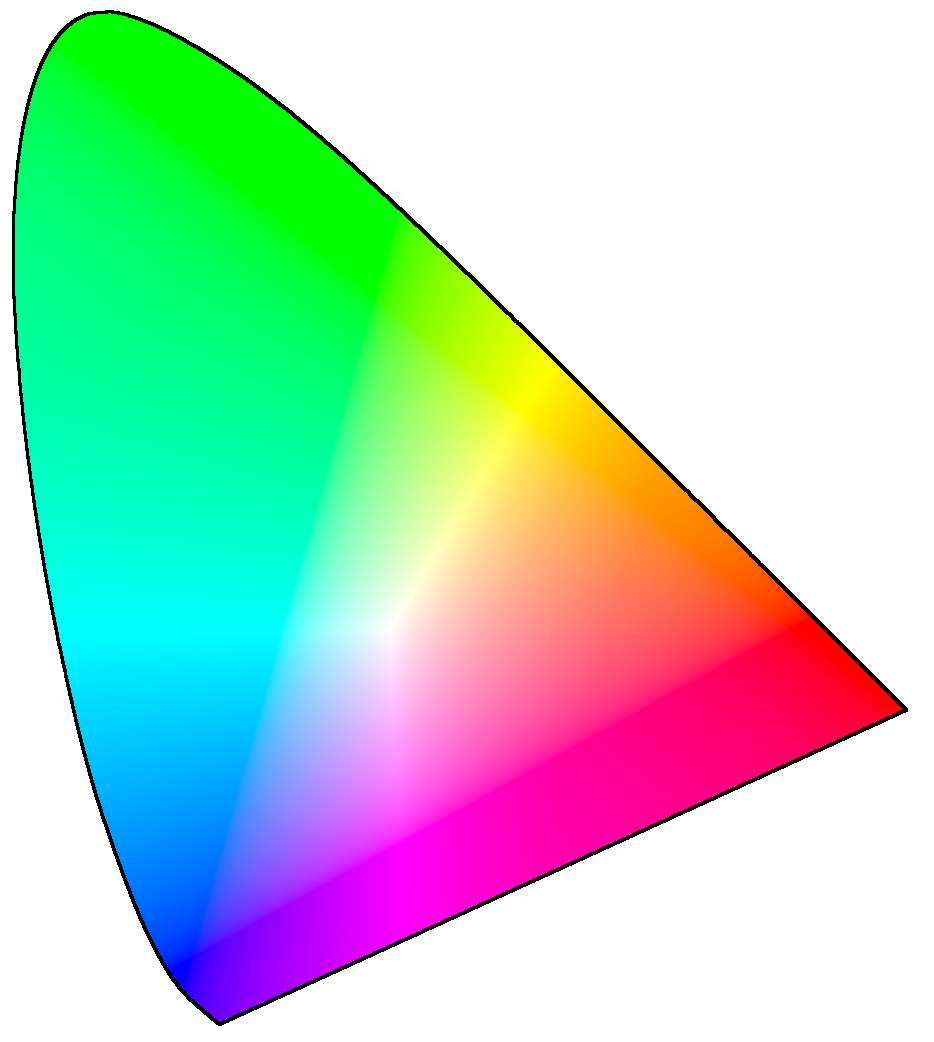
Fig.2 Diagrama de cromaticitat CIE 1931

Si ho expressem numèricament per mitjà de la temperatura de color:
| Passos en el·lipses de MacAdmas | Increment en Temperatura de color | Perceptibilitat |
| ------------------------------- | --------------------------------- | --------------- |
| 1                               | ±30ºK                             | Molt difícil    |
| 2                               | ±60ºK                             | Probable        |
| 4                               | ±100ºK                            | Fàcil           |